# Доброклонский, Михаил Васильевич
Михаи́л Васи́льевич Доброкло́нский (22 октября (3 ноября) 1886, Санкт-Петербург — 16 ноября 1964, Ленинград) — советский искусствовед, специалист по истории западноевропейского изобразительного искусства. Занимался проблемами атрибуции и каталогизации рисунков, хранящихся в музеях СССР; составил научные описания графики из собрания Государственного Эрмитажа. Доктор исторических наук (1939) и искусствоведения (1941), профессор. Член-корреспондент АН СССР с 29 сентября 1943 года по Отделению истории и философии (история искусств).

## Биография

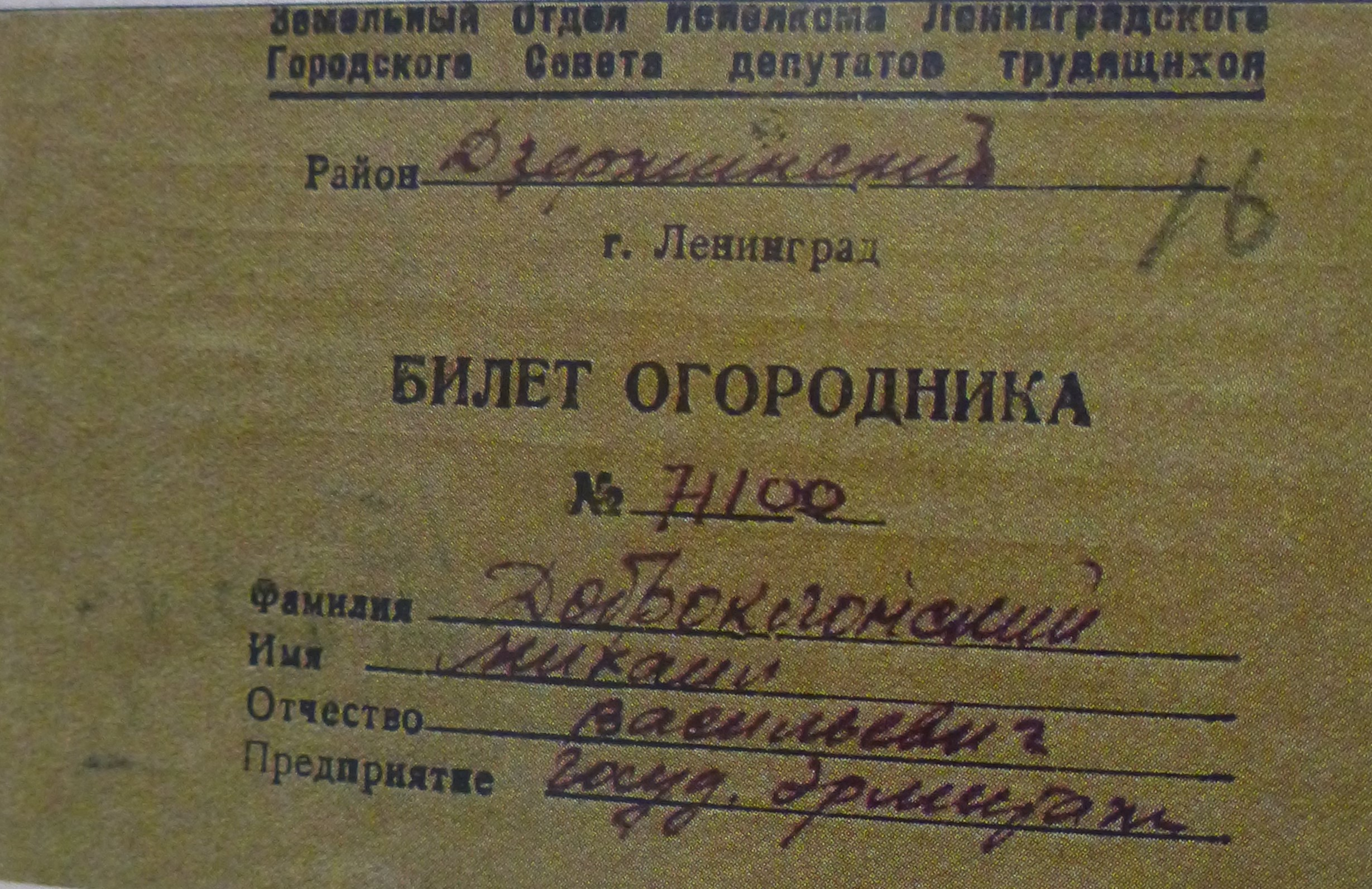
Билет огородника, выданный в 1943 году Доброклонскому (лицевая сторона)

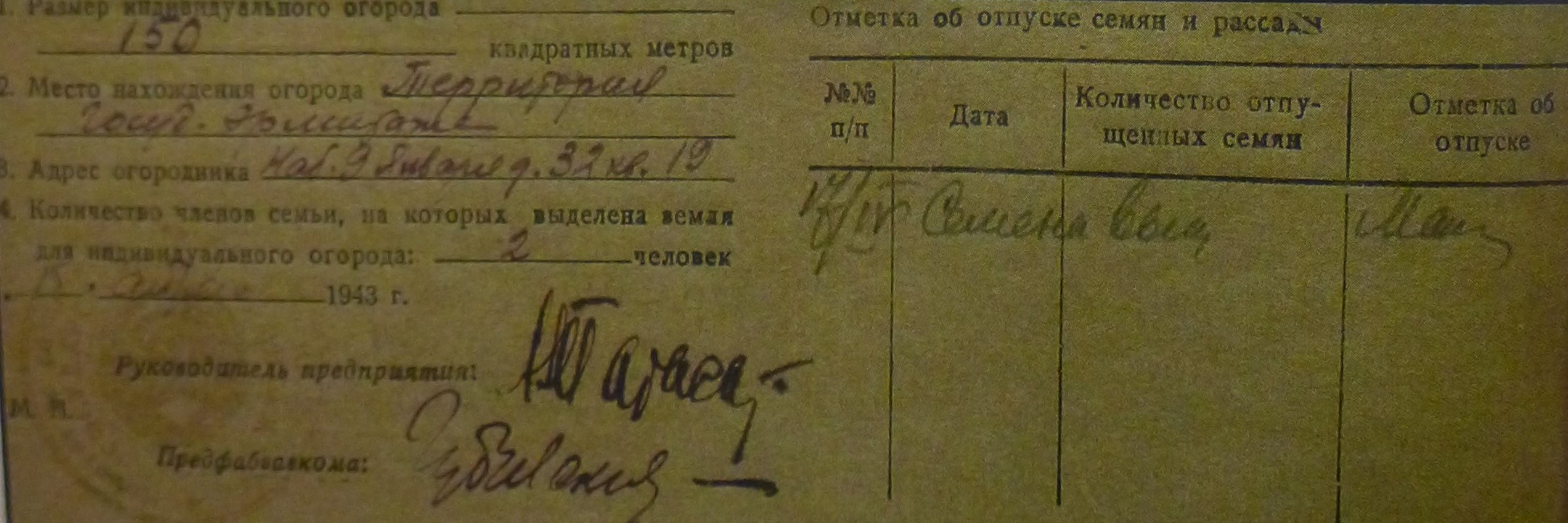
Билет огородника, выданный в 1943 году Доброклонскому (оборотная сторона)

Сын доктора медицины, действительного статского советника Василия Павловича Доброклонского (1858—1926), племянник богослова Александра Павловича Доброклонского (1856—1937).
По окончании Императорского училища правоведения в 1909 году поступил на службу в Государственную канцелярию. С юных лет интересовался искусством, занимался самообразованием в этой области.
С 1919 года — сотрудник Эрмитажа (организатор выставок; с 1930 года заведовал отделом графики и рисунка, позднее работал в отделении рисунка), с 1923 года — профессор ИЖСА. Преподавал также в Институте истории искусств (1922—1930), Институте иностранного туризма (1936—1938) и на историческом факультете ЛГУ (1944—1951). Доктор искусствоведения (1941).
В период блокады Ленинграда исполнял обязанности директора Эрмитажа. Заведующий кафедрой истории западного искусства ЛГУ (1945—1947).

## Основные работы
- «Гравюра на дереве» (вып. 1—5, 1927; совм. с А. В. Бакушинским, В. В. Воиновым, Е. Г. Лисенковым)
- «Классическая гравюра. Очерк развития и каталог постоянной выставки гравюр» (1928)
- «„Книга Виниуса“ — памятник русского собирательства XVII—XVIII вв.» // «Известия АН СССР. Отделение гуманитарных наук» (1929)
- «Рембрандт» (1937)
- «Рисунки, гравюры и миниатюры в Эрмитаже» (1937)
- «Рисунки итальянской школы XV и XVI вв.» (1940, составитель)
- «Рисунки Рубенса» (1940, составитель)
- «Рисунки фламандской школы XVII—XVIII вв.» (1955, составитель)
- «Пастели XVI—XIX вв.» (1960, редактор)
- «Рисунки итальянской школы XVII—XVIII вв.» (1961, составитель)
- «Государственный Эрмитаж: графика (альбом)» (1961, составитель)
- «Государственный Эрмитаж: рисунки, акварели (альбом)» (1965, составитель; посм.)

Член редколлегий журнала «Искусство и жизнь», изданий «Труды Государственного Эрмитажа» и «Всеобщая история искусств» (тт. 1—6, 1956—1966). Один из редакторов и соавтор учебников «История западноевропейского искусства (III—XX вв.)» (1940) и «История искусства зарубежных стран» (тт. 1—3, 1961—1964; 3-е изд. 2003—2009).

## Награды и звания
- орден Трудового Красного Знамени (10.06.1945)
- Медаль «За оборону Ленинграда»[4]
- Медаль «За доблестный труд в Великой Отечественной войне 1941—1945 гг.»
- Заслуженный деятель искусств РСФСР (1964)